# Актобинська міська адміністрація
Актоби́нська міська адміністрація (каз. Ақтөбе қаласы әкімдігі, рос. Актобинская городская администрация) — адміністративна одиниця у складі Актюбінської області Казахстану. Адміністративний центр — місто Актобе.

## Населення
Населення — 540493 особи (2021; 391669 в 2009, 281638 у 1999, 279920 у 1989).
Національний склад (станом на 2016 рік):
- казахи — 346067 осіб (76,90%)
- росіяни — 74023 особи (16,45%)
- українці — 11615 осіб
- татари — 6783 особи
- німці — 2654 особи
- корейці — 1247 осіб
- азербайджанці — 891 особа
- узбеки — 747 осіб
- молдовани — 722 особи
- білоруси — 697 осіб
- чеченці — 687 осіб
- вірмени — 424 особи
- башкири — 395 осіб
- болгари — 349 осіб
- марійці — 151 особа
- чуваші — 150 осіб
- мордва — 105 осіб
- інші — 2294 особи

## Адміністративний поділ
| Район              | Площа, км² | Населення, осіб (2009) | Населення, осіб (2021) |
| ------------------ | ---------- | ---------------------- | ---------------------- |
| Алматинський район | -          | 158516                 | 237730                 |
| Астанинський район | -          | 233153                 | 302763                 |

## Історія
Станом на 1989 рік існувала Актюбінська міська рада обласного підпорядкування (місто Актюбінськ); у складі Актюбінського району перебували Благодарна сільська рада (села Білогорське, Благодарне, Новостепановка, Українка, Шилісай), Каргалінська сільська рада (села Каргалінське, Магаджановське, Птицеводчеське), Курайлинська сільська рада (села Георгієвка, Ілек, Курайлі, Россовхоз, селище Роз'їзд 39), Нова сільська рада (села Курашасай, Лісне, Нове, Танабарген) та Пригородна сільська рада (села Акжар, Акшат, Пригородне, Садове); у складі Алгинського району перебувала Саздинська сільська рада (села Польове, Сазди); у складі Новотроїцької сільської ради Новоросійського району перебували села Білогорка, Підхоз, Ульке та селище Нефтяник.
1993 року міська рада була перетворена в Актобинську міську адміністрацію обласного підпорядкування, в межах Актюбінського району село Акжар передане зі складу колишньої Благодарної сільської ради до складу новоутвореного Каргалінського сільського округу. 1995 року зі складу Новотроїцького сільського округу Хромтауського району до складу Благодарного сільського округу Актюбінського району було передано територію площею 460,11 км² та села Актасти, Білогорка, Красносельський, Нефтяник, Ульке. 1997 року до складу міської адміністрації була приєднана частина ліквідованого Актюбінського району: Благодарний сільський округ, Каргалінський сільський округ, Курайлинський сільський округ, Новий сільський округ та Пригородна сільська рада. Того ж року село Таніберген Нового сільського округу ліквідованого Актюбінського району було передано до складу Маржанбулацького сільського округу Алгинського району. 2013 року до складу міської адміністрації включено Саздинський сільський округ Алгинського району.
Склад міської адміністрації станом на 2018 рік:
| Поселення                     | Площа, км² | Населення, осіб (1989) | Населення, осіб (1999) | Населення, осіб (2009) | Центр         | К-ть НП |
| ----------------------------- | ---------- | ---------------------- | ---------------------- | ---------------------- | ------------- | ------- |
| Актобе, місто                 | 297,39     | 253532                 | 253088                 | 345687                 | -             | 1       |
| Благодарний сільський округ   | 1048,95    | 7707                   | 7666                   | 10448                  | Кенеса Нокіна | 11      |
| Каргалінський сільський округ | 66,71      | 10864                  | 11567                  | 18993                  | Каргалінське  | 3       |
| Курайлинський сільський округ | 444,99     | 3854                   | 4119                   | 6509                   | Курайлі       | 5       |
| Новий сільський округ         | 269,94     | 2656                   | 3524                   | 7595                   | Жанаконис     | 2       |
| Саздинський сільський округ   | 398,94     | 1307                   | 1674                   | 2437                   | Сазди         | 1       |

2018 року усі сільські округи були ліквідовані, а території увійшли безпосередньо до складу міста Актобе. 2019 року колишні населені пункти утворили окремі житлові масиви міста.

### Колишні населені пункти
Благодарний сільський округ
| Населений пункт     | Колишні назви                              | Населення, осіб (1989) | Населення, осіб (1999) | Населення, осіб (2009) |
| ------------------- | ------------------------------------------ | ---------------------- | ---------------------- | ---------------------- |
| Акшат, село         | -                                          | 412                    | 395                    | 418                    |
| Беккул-Баба, село   | Підхоз, Актасти                            | 591                    | 474                    | 831                    |
| Білогорка, село     | Білогорський                               | 314                    | 281                    | 275                    |
| Білогорське, село   | Білогорський Кар'єр                        | 171                    | 101                    | 146                    |
| Кенеса Нокіна, село | Новостепановка, Степановка, Опитна Станція | 2421                   | 2587                   | 4092                   |
| Кизил-Жар, село     | Благодарне                                 | 872                    | 918                    | 1322                   |
| Нефтяник, селище    | Сьома Нефтекачка                           | 160                    | -                      | -                      |
| Пригородне, село    | Пригородний                                | 1398                   | 1617                   | 2102                   |
| Садове, село        | -                                          | 521                    | 540                    | 653                    |
| Українка, село      | -                                          | 611                    | 470                    | 341                    |
| Ульке, село         | -                                          | 178                    | 221                    | 195                    |
| Шилісай, село       | Нижній Шийлісай                            | 58                     | 62                     | 73                     |

Каргалінський сільський округ
| Населений пункт      | Колишні назви  | Населення, осіб (1989) | Населення, осіб (1999) | Населення, осіб (2009) |
| -------------------- | -------------- | ---------------------- | ---------------------- | ---------------------- |
| Акжар, село          | -              | 286                    | 386                    | 2354                   |
| Каргалінське, село   | -              | 9318                   | 10772                  | 16093                  |
| Магаджан, село       | Магаджановське | 299                    | 409                    | 546                    |
| Птицеводчеське, село | -              | 961                    | -                      | -                      |

Курайлинський сільський округ
| Населений пункт              | Колишні назви | Населення, осіб (1989) | Населення, осіб (1999) | Населення, осіб (2009) |
| ---------------------------- | ------------- | ---------------------- | ---------------------- | ---------------------- |
| Георгієвка, село             | -             | 1029                   | 1090                   | 1529                   |
| Ілек, село                   | -             | 848                    | 636                    | 1276                   |
| Курайлі, село                | -             | 1222                   | 1309                   | 1712                   |
| Орлеу, село                  | Россовхоз     | 647                    | 945                    | 1804                   |
| Роз'їзд 39, станційне селище | Тюльпанний    | 108                    | 139                    | 188                    |

Новий сільський округ
| Населений пункт | Колишні назви | Населення, осіб (1989) | Населення, осіб (1999) | Населення, осіб (2009) |
| --------------- | ------------- | ---------------------- | ---------------------- | ---------------------- |
| Жанаконис, село | Нове          | 1719                   | 1027                   | 6486                   |
| Курашасай, село | -             | 811                    | 2497                   | 1109                   |
| Лісне, село     | -             | 126                    | -                      | -                      |

Саздинський сільський округ
| Населений пункт | Колишні назви | Населення, осіб (1989) | Населення, осіб (1999) | Населення, осіб (2009) |
| --------------- | ------------- | ---------------------- | ---------------------- | ---------------------- |
| Сазди, село     | Сазда         | 1173                   | 1674                   | 2437                   |
| Польове, село   | -             | 134                    | -                      | -                      |